# Jerzy Potz
Jerzy Andrzej Potz (* 1. Februar 1953 in Łódź; † 27. Januar 2000 in Frankfurt am Main, Deutschland) war ein polnischer Eishockeyspieler und -trainer.

## Karriere
Potz begann seine Karriere in seiner Heimatstadt Łódź, wo er seit 1971 für das Eishockeyteam Łódzki KS aktiv war. Im Sommer 1982 wechselte der Pole nach Deutschland und unterschrieb einen Vertrag bei der Eintracht Frankfurt, mit der er zunächst in der 2. Bundesliga spielte. Bei der Eintracht entwickelte er sich zu einem der Publikumslieblinge. Potz erzielte in seiner ersten Saison 1982/83 in Frankfurt 32 Scorerpunkte in 40 Ligapartien und konnte mit seinem Klub in der Abstiegsrunde den Klassenerhalt sichern.
Nach dem Ende der Spielzeit 1985/86 stieg er mit der Eintracht in die damals höchste deutsche Eishockeyliga, die Bundesliga auf. Während die Frankfurter nach der Hauptrunde den zweiten Platz belegten, rangierten sie in der anschließenden Relegationsrunde auf dem ersten Tabellenrang. Der Verteidiger hatte mit 79 Punkten in 45 Spielen großen Anteil an diesem Erfolg. Potz stand daraufhin drei weitere Jahre in Frankfurt unter Vertrag, ehe er seine Karriere im Sommer 1990 beim EC Bad Nauheim beendete.
Neben seinen Erfolgen auf Vereinsebene bestritt er außerdem 204 Spiele für die polnische Nationalmannschaft, nahm für sein Land an den Olympischen Winterspielen 1972, 1976, 1980 und 1988 sowie an zehn Eishockey-Weltmeisterschaften teil. Nach Beendigung seiner aktiven Karriere im Jahr 1990 arbeitete er unter anderem beim EC Kassel und beim Frankfurter ESC als Trainer. Während der Saison 1997/98 stand er bei den Frankfurt Lions in der Deutschen Eishockey Liga neben Cheftrainer Peter Obresa als Assistenz-Trainer an der Bande.
Am 27. Januar 2000 verstarb Jerzy Potz um 1:30 Uhr im Alter von 46 Jahren an einem schweren Krebsleiden. Als Zeichen des Mitgefühls und der Trauer trugen die Spieler der Lions am Tag nach dem Tod während der Ligapartie gegen die Moskitos Essen einen Sticker mit der Nummer 24 auf ihrem Helm. Diese Nummer hatte der Pole während seiner Zeit in Frankfurt getragen. Des Weiteren wurde vor dem Spiel eine Gedenkminute zu Ehren des Verstorbenen abgehalten.